# Juan Antonio González Calderón
Juan Antonio González Calderón nació el 23 de agosto de 1883 en la ciudad de Gualeguay, Entre Ríos. Fue un abogado especializado en derecho constitucional, profesor, juez, diputado nacional, escritor y periodista.

## Reseña biográfica
Nacido en Gualeguay el 23 de agosto de 1883.  
Obtuvo en 1909  el Doctorado en Leyes en la Facultad de Derecho (Universidad de Buenos Aires) con una tesis titulada “Poder Legislativo”. 
Se inició en la docencia secundario y posteriormente, en la universitaria como profesor de Derecho Constitucional en la Universidad de Buenos Aires y de Derecho Público en la Universidad Nacional de La Plata.
Entre 1922 fue elegido diputado nacional en el distrito de por Entre Ríos por el partido conservador, integrando la Comisión de Negocios Constitucionales de la Cámara. 
En 1929 la Academia Nacional de Derecho y Ciencias Sociales de Buenos Aires  lo incorporó como miembro de número.
A partir de 1932, fue sucesivamente juez, ministro y presidente de la Cámara de Apelaciones en lo Federal de la capital de la República, cargo  al que renunció en 1944 por discrepancias con el gobierno de facto. En 1947 renunció asimismo a sus cátedras a las que retornó en 1955. Al reasumir su cargo (que había desempeñado durante 27 años) en la Facultad de Derecho, dictó una conferencia titulada “No hay Justicia sin libertad”.
Aparte de su labor en la magistratura y en la cátedra, fue periodista y editor del diario La Prensa (Argentina).
Miembro de varias academias extranjeras: Academia de Ciencias Morales y Políticas,  American Academy of Political and Social Science, entre otras.
y autor de  libros de historia y de Derecho, algunos traducidos al inglés  como Historia de la Organización Constitucional; Urquiza y la Organización Constitucional; Derecho Constitucional Argentino; Doctrina constitucional y Función constitucional de los ministros.
Falleció en Buenos Aires, el 21 de enero de 1964.

## Obras
- 1909 - Poder legislativo en los estatutos, reglamentos y constituciones de la nación y las provincias, organización y funcionamiento.  Buenos Aires, V. Abeledo[7]
- 1911 - Urquiza, su vida, su personalidad y su obra.  Buenos Aires, J.A. Alsina[8]
- 1911 - Función judicial en la constitución argentina.  Buenos Aires, J. Lajouane & cia[9]
- 1913 - Introducción al derecho público provincial. Buenos Aires, J. Lajouane &cia[10]
- 1916 - Ciudadanía y naturalización  Buenos Aires, Impr. de Coni hermanos[11]
- 1917 -1923 - Derecho constitucional argentino; historia, teoría y jurisprudencia de la Constitución, Buenos Aires, J. Lajouane & cia, 1917-23.[12][13] Citado en[14]
- 1921 - Por la libertad y el derecho; cuestiones constitucionales y políticas, Buenos Aires, J. Lajouane & Cía[15]

- 1926 - Tres años en el Congreso, proyectos y debates.  Buenos Aires, J. Lajouane and cía[16]
- 1927 - Personalidad histórica y constitucional de las provincias. Buenos Aires, J. Lajouane & Cía[17]

- 1928 - Doctrina constitucional.  Buenos Aires, J. Lajouane & Cía[18]
- 1928 - Reformas a la constitución de la provincia de Buenos Aires. La Plata : [H. Benavides]  [19]
- 1930 - Historia de la organización constitucional.  Buenos Aires : J. Lajouane & Cia[20]
- 1937 - Estudios y dictámenes en derecho público.  Buenos Aires, V. Abeledo[21]
- 1938 - Instrucción cívica. Buenos Aires, Bernabé y cía,[22]
- 1940 - El General Urquiza y la Organización Nacional  Buenos Aires, G. Kraft Ltda., s.a. de impresiones generales[23]
- 1940 - El General Urquiza y la Organización Nacional, Buenos Aires, Edición en inglés[24]
- 1943 - Curso de derecho constitucional,  Buenos Aires : G. Kraft[25][26]
- 1956 - No hay justicia sin libertad.  Buenos Aires, V.P. de Zavalía[27]
- 1963 - Artigas, precursor del federalismo republicano. Montevideo : Impr. Nacional[28]
- 1967 - Curso de derecho constitucional,  Buenos Aires : G. Kraft - edición en inglés[29]